# عمود جستنيان

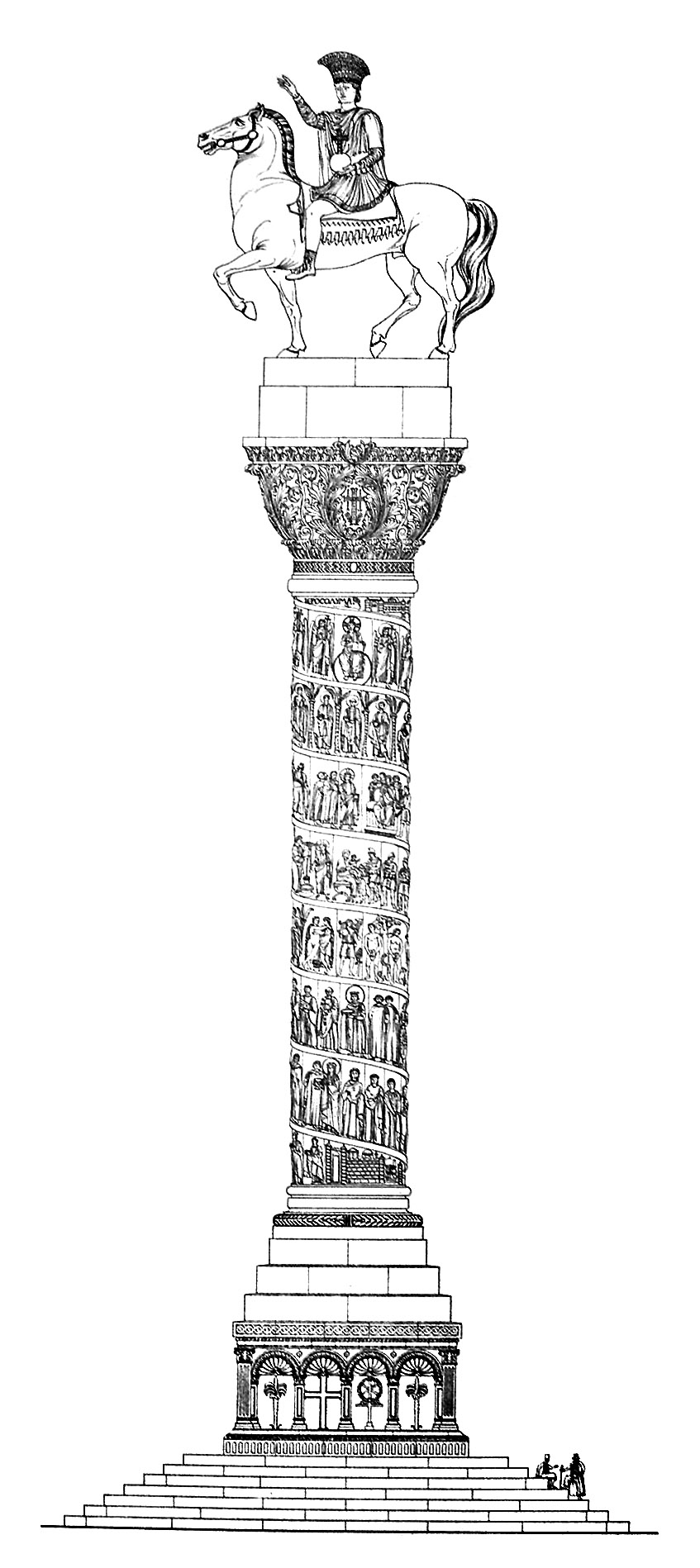
إعادة بناء العمود، بعد كورنيليوس جورليت، 1912. إن تصوير طوق حلزوني من الزخرفة حول العمود، على غرار عمود تراجان، خاطئ.

كان تمثال أسطليانس (أو عمود جستنيان) عموداً رومانياً أُنشئ في القسطنطينية من قبل الإمبراطور البيزنطي جستنيان الأول تكريماً لانتصاراته عام 543م. وقد نُصِب في الجانب الغربي من ميدان أوغستايوم الكبير، بين آيا صوفيا والقصر الكبير. وبقي التمثال حتى عام 1515م، عندما هدمه العثمانيون.

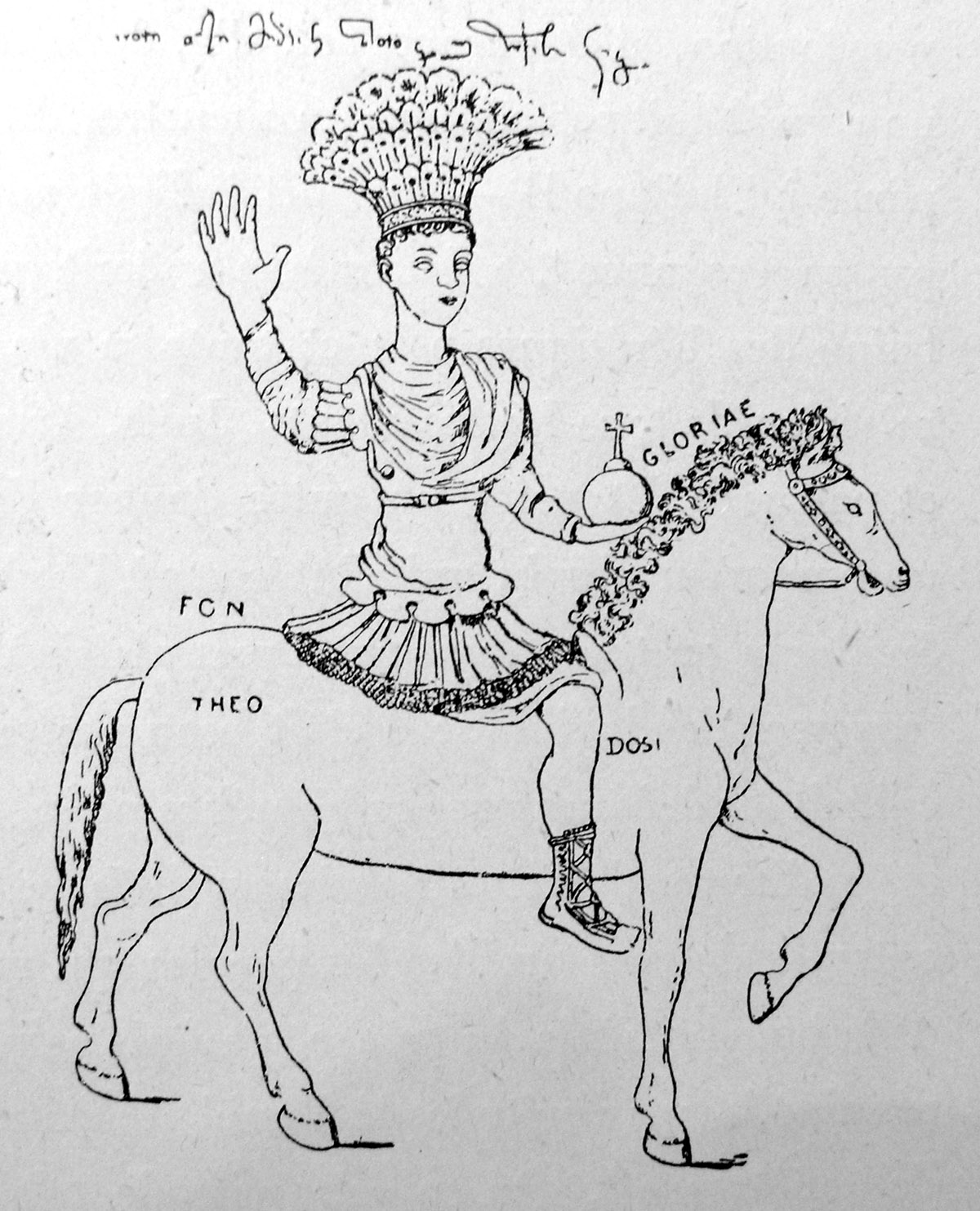
رسم معاصر لتمثال الفارس أسطليانس (1430). لاحظ نقش THEO DOSI، الذي يشير إلى احتمال إعادة استخدامه من نصب سابق.